# Велики Кичић
Велики Кичић (алб. Kçiq i Madh) је насеље у општини Косовска Митровица, Косово и Метохија, Република Србија.

## Географија
Село је на подножју Копаоника, делом у проширеној долини Крчевинског потока при његовом излазу у поље, делом с десне стране потока, на језерској тераси од 620 m. Разбијеног је типа. Дели се на махале Преловца, Маљока, Ћамарата, Ватића и Бангела. Куће у махалама су збијене.

### Рељеф
Село је изграђено под Црнушом, палеовулканском купом висине 1009 m. Црнуша је удаљена 4 km источно од Косовске Митровице. Њена релативна висина износи 360 m, у основи је широка око 2 km, док нагиби њених страна падају под углом 25°-30°.
Црнуша је изграђена од латита, који овде представљају површински очврсле лавичне стене. Латити Црнуше упадљиво се разликују по свом специфичном минералном и хемијском саставу од вулканских стена прве фазе и кварцлатита. На Црнуши је утврђено уклапање дрвећа (стабла) приликом кретања лаве. Остаци вегетације знатно су угљенисани.
Старост ове вулканске структуре вероватно је миоценска, због чега су палеовулканске форме значајно уништене и преиначене каснијим ерозивним процесима.

## Порекло становништва по родовима
Подаци о пореклу становништва су из 1934. године.
Арбанашки родови
- Ћамарат (22 к.), од фиса Бериша. Досељени из Ћамарата у Скадарској Малесији у другој половини 18. века пре Арбанаса села Смрековнице, јер су Ћамарати живели у Смрековници пре њиховог досељења.
- Маљок (19 к.), од фиса Бериша. Досељени из Малесије заједно с Ћамаратима.
- Ватић (9 к.), од фиса Бериша. Досељени из Малесије крајем 18. века заједно са Арбанасима из Смрековнице као њихови рођаци.
- Планали (6 к.), од фиса Тсача. Досељен је 1878. као мухаџир из В. Плане у Топлици.

Поисламљени и поарбанашени српски родови
- Преловц (24 к.). Потиче од двојице браће Османа и Бехрама и њихове браће од стричева Фејзе и Брахима досељених крајем 18. века из Преловца у Дреници. Њихови преци, православни Срби, како то њихови садашњи потомци истичу, у ислам су прешли у селу своје старине, у Преловцу. Појасеви су им у 1934. од досељења били: Осман, Ајредин, Осман, Фејзула, Ајрула (70 година). Ушли су у фис Бериш.
- Асановић (3 к.). Потичу од двојице браће, Асана и Зејнуле, који су се средином 19. века доселили из Бистрице (К. Митровица). Поменута двојица браће су прешла у ислам у Бистрици. Отац им се звао Стојан, а њихова српска имена њихови садашњи потомци као да не знају. Појасеви у 1934: Стојан, Асан, Даут, Реџеп (60 година). И они ушли у фис Бериш.
- Бошњак (1 к.). Досељен из града Новог Пазара око 1880. При досељењу су његови чланови говорили само српски; сад српски не знају.

## Становништво
| Демографија | Демографија | Демографија |
| Година      | Становника  | Становника  |
| ----------- | ----------- | ----------- |
| 1948.       | 1.257       |             |
| 1953.       | 1.455       |             |
| 1961.       | 1.801       |             |
| 1971.       | 2.407       |             |
| 1981.       | 3.055       |             |
| 1991.       | 3.830       |             |